# Hagasjön (Norra Sandsjö socken, Småland)
Hagasjön är en sjö i Nässjö kommun i Småland och ingår i Emåns huvudavrinningsområde. Sjön är 3,5 meter djup, har en yta på 0,0688 kvadratkilometer och är belägen 218 meter över havet. Sjön avvattnas av vattendraget Emån.

## Delavrinningsområde
Hagasjön ingår i det delavrinningsområde (637289-143547) som SMHI kallar för Inloppet i Uppsjön. Avrinningsområdets medelhöjd är 261 meter över havet och ytan är 10,43 kvadratkilometer. Det finns ett delavrinningsområde uppströms, och räknas det in blir den ackumulerade arean 41,76 kvadratkilometer. Emån som avvattnar avrinningsområdet har biflödesordning 3, vilket innebär att vattnet flödar genom totalt 3 vattendrag innan det når havet efter 200 kilometer. Delavrinningsområdet består mestadels av skog (55 procent) och jordbruk (19 procent). Avrinningsområdet har 0,07 kvadratkilometer vattenytor vilket ger det en sjöprocent på 0,7 procent. Bebyggelsen i området täcker en yta av 1 kvadratkilometer eller 10 procent av avrinningsområdet.